# Rhinagrion schneideri
Rhinagrion schneideri is een libellensoort uit de familie van de Megapodagrionidae (Vlakvleugeljuffers), onderorde juffers (Zygoptera).
De wetenschappelijke naam van de soort is voor het eerst geldig gepubliceerd in 2011 door Kalkman & Villanueva.